# Сборная Албании по футболу (до 21 года)
Сборная Албании по футболу до 21 года представляет Албанию на международных соревнованиях по футболу среди молодёжных команд. Всего один раз играла в финальной стадии чемпионата Европы (в 1984 году), но вышла там в 1/4 финала, что стало большим успехом для этой относительно слабой страны-члена УЕФА. Игроки молодёжной сборной Албании, имеющие опыт выступления на международной арене, призываются в главную сборную.